# 宮処寺跡
宮処寺跡（ぐうしょじあと）は岐阜県不破郡垂井町御所野にある白鳳期の寺院跡。岐阜県によって史跡に指定されている。宮処寺の読み方には『きゅうしょじ』、『みやしろじ』が挙げられているが、史跡の名称としては『ぐうしょじ』となっている。

## 概要
創建不詳。開基不明。宗派未詳。垂井駅から南宮大社に至る国道21号線付近に存在する寺院跡で、南宮大社の神宮寺であった朝倉山真禅院の前身であり、『続日本紀』に聖武天皇の行幸があったという象背山宮処寺跡と考えられている史跡の一つ。同寺跡の候補としては宮代廃寺のほか、南宮大社境内地が挙げられている。本遺跡は当地方の有力寺院の跡であるとみられるが、寺号を示す遺物は発見されておらず宮処寺であることを示す確定的な証拠は存在しない。
かつては塔心礎とみられる畳二畳ほどの大理石が存在したが、1912年（大正元年）から1921年（大正10年）にかけて行われた耕地整理によって破壊され失われている。遺構も宅地開発によって破壊され史跡標識がその位置を示すのみとなっているが、境内地の広さは2町程度で瓦などの遺物から塔の他に金堂や講堂が存在したと推定されている。出土品には陶製の円面硯や甑、皿、坏、坩堝の他に平瓦、丸瓦、軒瓦及び軒丸瓦などがあり、軒丸瓦には八弁蓮華、二重八弁蓮華、二重六弁蓮華、十二弁蓮華の模様が描かれている。